# Antociani
Gli antociani o antocianine (dal greco anthos = fiore,  kyáneos = blu) sono una classe di coloranti idrosolubili appartenente alla famiglia dei flavonoidi. E163 nella codifica europea degli additivi alimentari. Si distinguono in due tipologie antocianidine (struttura agliconica) e antocianine (struttura glicosilata).

## Descrizione
Le antocianine sono tra i più importanti gruppi di pigmenti presenti nei vegetali, e si ritrovano nei fiori e frutti così come negli arbusti e nelle foglie autunnali. Il colore delle antocianine può variare dal rosso al blu e dipende dal pH del mezzo in cui si trovano e dalla formazione di sali con metalli pesanti presenti in quei tessuti. Per esempio, la cianina costituisce il colore di alcune dalie e del fiordaliso.

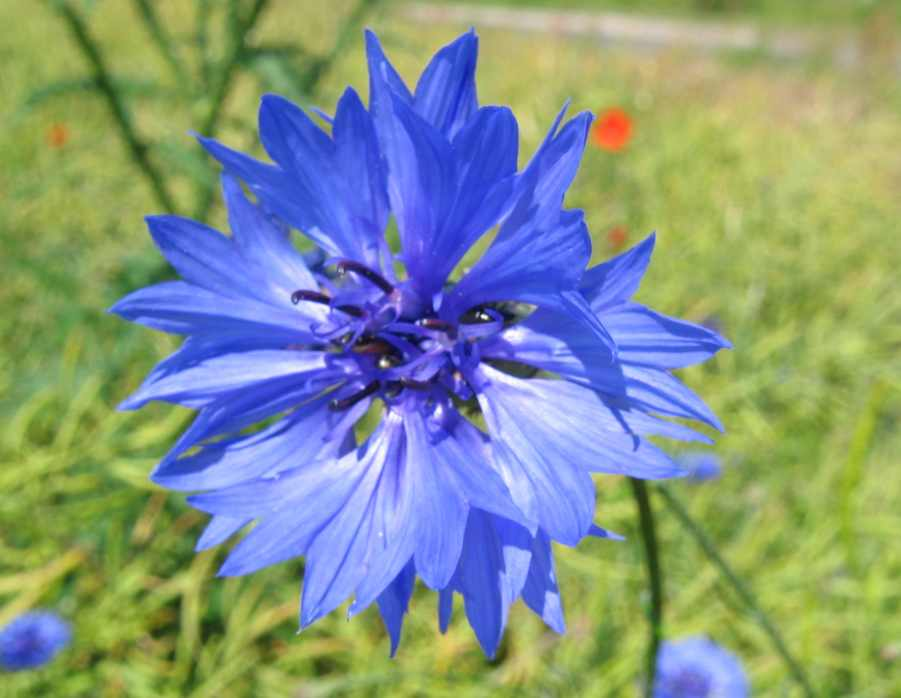
Fiore di fiordaliso

Le antocianine sono presenti, seppur con diverse quantità, in quasi tutte le piante superiori (ma non nel cactus e in altre ancora). Si trovano specialmente nei frutti e nelle infiorescenze e si possono riscontrare anche su foglie e radici, molto spesso insieme ad altri pigmenti quali carotenoidi e flavonoidi. Insieme sono responsabili della colorazione delle foglie delle piante caducifoglie in autunno, quando la fotosintesi si interrompe così come la produzione di clorofilla.
Le antocianine svolgono un ruolo importante anche in piante giovani o con getti nuovi, proteggendole dai raggi ultravioletti quando la produzione di clorofilla e di cere non è ancora iniziata. A questo punto anche l'intera pianta può assumere una colorazione rosso-brunastra (come per esempio i nuovi getti di rose in primavera), che si riduce man mano che la produzione di clorofilla inizia.
| Alimenti        | Antocianine in mg per 100 g alimento |
| --------------- | ------------------------------------ |
| Aronia          | 1 480                                |
| Sambuco (bacca) | 200–1 000                            |
| Melanzana       | 750                                  |
| Arancia         | ~200                                 |
| Mora            | ~115                                 |
| Lampone         | 10-60                                |
| Ciliegia        | 350-400                              |
| Ribes           | 80-420                               |
| Pompelmo rosso  | 30-750                               |
| Uva nera        | 888                                  |
| Vino rosso      | 24-35                                |

La produzione e la quantità di questi pigmenti dipendono dal tipo di pianta e da altre condizioni esterne quali natura del suolo, temperatura e luce. In assoluto l'alimento che contiene più antociani rispetto a tutti gli altri frutti è l'aronia. Gli altri alimenti ricchi in queste sostanze sono il ribes, la ciliegia, il cavolo rosso, l'uva, la fragola, il sambuco e le bacche in generale. Altri alimenti in cui gli antociani sono presenti, seppur in minor quantità, sono la banana, l'asparago, il pisello, la pera e la patata.
La colorazione di tali sostanze è così forte da mascherare spesso gli altri pigmenti.
Le antocianine sono presenti esclusivamente in piante superiori, e non si riscontrano in animali, microorganismi o piante acquatiche. Il motivo è che la biosintesi di queste sostanze richiede materiali originati solamente attraverso la fotosintesi e richiede una relativamente elevata intensità luminosa che non può essere raggiunta sott'acqua.

## Funzioni
Gli antociani hanno diversi compiti. Grazie al loro potere antiossidante, proteggono le piante dai danni causati dalle radiazioni ultraviolette, assorbendo luce di una determinata lunghezza d'onda. Infatti in caso di esposizione a grandi quantità di radiazioni UV, la loro produzione aumenta immediatamente per compensare questa emergenza. Grazie ai loro colori poi questi pigmenti sono in grado di attirare insetti e animali, provvedendo così un aiuto per la riproduzione delle piante e il trasporto dei semi.
Inoltre sono in grado di assorbire luce blu-verde ed è stato dimostrato come questo protegga le piante nei momenti di illuminazione elevata in combinazione con siccità o basse temperature.
Una cella fotoelettrochimica sperimentale (cella di Grätzel, DSSC) basata su antociani (antocianina) è impiegata per la fabbricazione di pannelli fotovoltaici, con rendimenti contenuti attorno al 5% (2005). Sebbene allo stato attuale siano molto inferiori rispetto agli equivalenti basati su silicio, anche sotto il punto di vista della resistenza alla radiazione solare intensa, hanno il vantaggio di poter essere autoprodotti, riciclabili e con impatto ambientale notevolmente inferiore.

## Caratteristiche
Gli antociani sono composti poliaromatici poliossidrilati in grado di reagire con gli ossidanti quali l'ossigeno molecolare e i radicali liberi riducendo così i danni che queste molecole possono provocare alle cellule e ai tessuti.

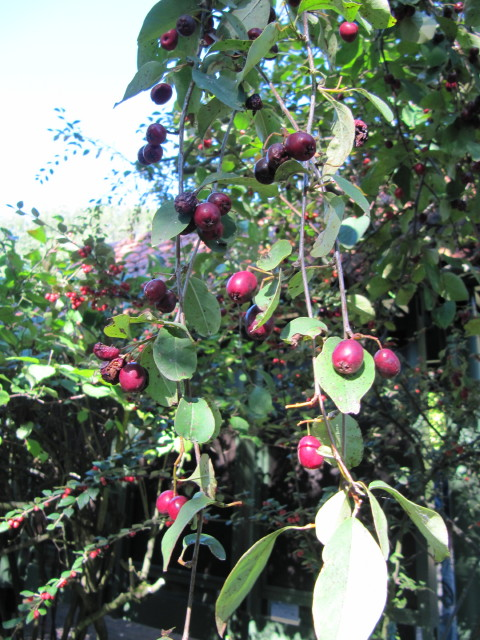
Aronia

Grazie a questa loro attività antiossidante e antiradicalica, queste sostanze possono essere molto utili per i loro impieghi in medicina. Questi pigmenti sembrano proteggere contro la fragilità capillare, e contro vari processi di invecchiamento o modificazioni cellulari provocati dall'ossigeno, tra cui processi infiammatori e modificazioni cancerogene
Alcune di queste attività sono le stesse riscontrate nel vino.
Questi pigmenti possono essere inoltre utilizzati come indicatori di pH, virando dal rosso al violetto o blu con l'aumentare dell'alcalinità dell'ambiente.
Gli antociani sono anche impiegati come additivi alimentari e sono presenti come colorante rosso antociano (E163), usato in marmellate e altri alimenti normalmente con pH acido come lo yogurt.
Industrialmente le antocianine si estraggono dalla buccia dell'uva rossa, come sottoprodotto dell'industria enologica. L'estrazione avviene con acidi diluiti e il prodotto è un liquido contenente zuccheri, acidi, sali e pigmenti originariamente presenti nella buccia. Per essiccazione si ottiene una polvere idrosolubile relativamente ricca in questi pigmenti.

### Struttura e biosintesi

Il catione flavilio, struttura base delle antocianine

Le antocianine appartengono alla famiglia dei flavonoidi. Queste molecole sono costituite da una molecola di benzene fusa con una di pirano (anello eterociclico contenente ossigeno), collegata a sua volta con un gruppo fenilico che può essere a sua volta legato a diversi sostituenti. Questa molecola complessa prende il nome di catione flavilio che è la struttura di base di tutte le antocianine.
Le antocianine derivano dai rispettivi agliconi (antocianidine), da cui si differenziano per l'aggiunta di un gruppo glicosidico (uno zucchero), di norma in posizione R3 e/o R4 (vedi figura). In natura esistono circa una ventina di agliconi, mentre il numero dei derivati è fino a 15-20 volte maggiore. Tra i primi, più frequenti in natura vi sono: delfinidina, petunidina, cianidina, malvidina, peonidina e pelargonidina, i cui nomi derivano dalle piante che ne sono ricche.
| Antocianidina         | R1    | R2  | R3    | R4  | R5    | R6  | R7    |
| Aurantinidina         | -H    | -OH | -H    | -OH | -OH   | -OH | -OH   |
| 6-idrossi-Cianidina   | -OH   | -OH | -H    | -OH | -OH   | -OH | -OH   |
| Cianidina             | -OH   | -OH | -H    | -OH | -OH   | -H  | -OH   |
| 6-idrossi-Delfinidina | -OH   | -OH | -OH   | -OH | -OH   | -OH | -OH   |
| Delfinidina           | -OH   | -OH | -OH   | -OH | -OH   | -H  | -OH   |
| Europinidina          | -OCH3 | -OH | -OH   | -OH | -OCH3 | -H  | -OH   |
| Tricetinidina         | -OH   | -OH | -OH   | -H  | -OH   | -H  | -OH   |
| Luteolinidina         | -OH   | -OH | -H    | -H  | -OH   | -H  | -OH   |
| Apigeninidina         | -H    | -OH | -H    | -H  | -OH   | -H  | -OH   |
| Pelargonidina         | -H    | -OH | -H    | -OH | -OH   | -H  | -OH   |
| Malvidina             | -OCH3 | -OH | -OCH3 | -OH | -OH   | -H  | -OH   |
| Peonidina             | -OCH3 | -OH | -H    | -OH | -OH   | -H  | -OH   |
| Petunidina            | -OH   | -OH | -OCH3 | -OH | -OH   | -H  | -OH   |
| Rosinidina            | -OCH3 | -OH | -H    | -OH | -OH   | -H  | -OCH3 |

Questi pigmenti sono assemblati a partire da due distinte vie, entrambe utilizzando materiali derivanti dai processi fotosintetici, partendo da acido acetico. La prima passa attraverso la produzione dell'amminoacido fenilalanina, mentre il secondo porta alla formazione di malonil-CoA. I prodotti di queste vie sintetiche vengono quindi assemblati insieme per formare i diversi agliconi, i quali vengono a loro volta stabilizzati aggiungendovi vari gruppi glicosilici.